# Kulho
Kulho è una piccola isola che fa parte dell'Arcipelago di Turku, situato nel Mare dell'arcipelago, all'interno del mar Baltico. Dal punto di vista amministrativo è parte del comune di Turku, in Finlandia.

## Geografia
Kulho non raggiunge i 2 km² di superficie ed è localizzata tra le isole di Hirvensalo a nord, Kakskerta a sud, Satava a ovest e la terraferma a est. Gran parte dell'isola è entrata a far parte della rete di aree protette chiamata Natura 2000.
La parte centrale di Kulho è ricoperta da un canneto di 21 ettari che è anche riserva narurale, così come la collina di Linnavuori (4 ettari) nella parte orientale. Kulho ha solo pochi residenti permanenti, ma ci sono diverse residenze estive all'estremità orientale e occidentale dell'isola.
Kulho presenta una ricca fauna aviaria con picchi e falchi, oltre a piante rare come la veronica verna, che cresce nei piccoli prati aridi collinari dell'isola.